# SN 2001eh
SN 2001eh – supernowa typu Ia odkryta 9 września 2001 roku w galaktyce UGC 1162. W momencie odkrycia miała maksymalną jasność 16,50m.